# Campionati italiani assoluti di scherma del 1967
I Campionati italiani assoluti di scherma del 1967 sono stati organizzati dalla Federazione Italiana Scherma.
Nel fioretto, si sono aggiudicati i titoli dei campionati italiani Nicola Granieri, che ha vinto il suo terzo titolo dopo quelli del 1964 e 1966, e Giovanna Masciotta, alla sua prima affermazione.
Il titolo della spada è andato a Roberto Chiari, alla sua prima affermazione.
Nella sciabola Cesare Salvadori ha vinto il suo terzo titolo dopo quelli del 1964 e 1966.
Nei campionati italiani a squadre maschili il Club Scherma Torino ha vinto sia nel fioretto (1º titolo) che nella spada (4º titolo), mentre nella sciabola c'è stato il primo successo del Circolo Scherma Fides.
Il campionato italiano di fioretto a squadre femminile è andato per la settima volta al Club Scherma Torino.

## Podi

### Uomini
| Specialità  | Oro                     | Argento | Bronzo |
| Individuali |                         |         |        |
| Fioretto    | Nicola Granieri         | -       | -      |
| Spada       | Roberto Chiari          | -       | -      |
| Sciabola    | Cesare Salvadori        | -       | -      |
| A squadre   |                         |         |        |
| Fioretto    | Club Scherma Torino -   | -       | -      |
| Spada       | Club Scherma Torino -   | -       | -      |
| Sciabola    | Circolo Scherma Fides - | -       | -      |

### Donne
| Specialità  | Oro                   | Argento | Bronzo |
| Individuali |                       |         |        |
| Fioretto    | Giovanna Masciotta    | -       | -      |
| A squadre   |                       |         |        |
| Fioretto    | Club Scherma Torino - | -       | -      |